# Neoleptastacus indicus
Neoleptastacus indicus is een eenoogkreeftjessoort uit de familie van de Arenopontiidae. De wetenschappelijke naam van de soort is voor het eerst geldig gepubliceerd in 1967 door Rao.